# 中土世界：戰爭之影
《中土世界：戰爭之影》是由Monolith Productions開發並由華納兄弟互動娛樂發行於Microsoft Windows、PlayStation 4和Xbox One平台上的動作角色扮演遊戲，同時也是《中土世界：魔多之影》的續作。遊戲於2017年10月10日在全球發佈。
《戰爭之影》延續《魔多之影》的基於J·R·R·托爾金的傳說故事集，介於《哈比人歷險記》和《魔戒》之間的故事，與前作一樣，遊戲亦從彼得·傑克森的電影《哈比人》和《魔戒》中獲得很大的啟發。在遊戲中，墓穴行者塔里昂（Talion）和寄宿於他身體之內的光明魔君凱勒布理鵬鍛造出新的至尊魔戒以組織軍隊與索倫戰鬥，而玩家將會延續他們的故事。《戰爭之影》以採用於《魔多之影》的「复仇女神系統」為基礎，允許塔里昂從中土世界的幾個種族中收納能武之人，例如強獸人和歐羅族等，而玩家則需要擬定複雜的戰略來完成遊戲中的任務。
《戰爭之影》收到的評價大致良好，受讚揚的地方大多於遊戲的玩法和改善過的「宿敵系統」（Nemesis System），而負面反應則主要集中在故事元素、對已建立人物的改變、微交易和虛擬抽獎箱上。另外，《戰爭之影》亦有免費的iOS和Android版本的手機遊戲可供遊玩。

## 遊戲玩法
《中土世界：戰爭之影》與前作《魔多之影》同樣，是一款以第三人稱視角遊玩的開放式動作角色扮演遊戲。主角名叫塔里昂（Talion），是一位天生擁有強壯身體和作戰能力，來自剛鐸王國的遊俠，在开场不久后就死去，但他同時也因為精灵王凱勒布理鵬的灵魂附身在他的尸體內而能使用多項獨特的能力。玩家需要用他們的組合技能來完成各種任務，以瓦解索倫的軍隊。遊戲有著可以推動劇情發展的主線任務、提升主角技能強度的支線任務和用於招攬士兵的「复仇女神系統」。和更像是一款砍殺遊戲的前作相比，《戰爭之影》會有更多的動作角色扮演元素，目的是讓每個玩家有更個性化的體驗。另外，遊戲還有一個會影響遊戲玩法和敵方行為的動態天氣系統。
在前作《魔多之影》中存在的「复仇女神系統」的功能在《戰爭之影》中得到大幅擴展，其中包括名叫「追隨者」的其他角色，其行為會受玩家角色與其的互動影響，而玩家亦能把他們最優秀的「复仇女神」和他們最忠實的「追隨者」從前作移轉至此作。遊戲中有一個商店，玩家可以在那裡購買東西以改進他們「追隨者」，例如盟軍支援、能力加成和能裝更多珍物的箱子等。同時，玩家也可以使用微交易來購買那些物品，但此舉遭到了一些遊戲記者的批評。

### 手機版
手機版的《中土世界：戰爭之影》是一款以上帝視角遊玩的即时战略角色扮演遊戲。玩家能在遊戲本身的PC或主機版本徵募角色，同時還可以使用來自前作《魔多之影》或魔戒電影三部曲的角色戰鬥。如同PC或主機版本一樣，玩家在手機版中亦可進行微交易，和利用「复仇女神系統」在戰鬥中獲得額外的優勢。

## 遊戲劇情
序章：新至尊魔戒（Prologue：The New Ring）
塔里昂曾是一位駐守於黑門英勇的剛鐸遊俠，生活幸福，有愛妻也有一個兒子。但因為黑暗魔君索倫在魔多重新崛起，一群欲使黑暗魔君重歸的邪教團體抓住了塔里昂，當面殺害他的親人和族人，並舉行了一個儀式，以塔里昂的身體獻祭，使得曾與塔里昂受過同樣痛苦遭遇，新至尊魔戒的原鑄造者─伊瑞詹的精靈王─「銀手」凱勒布理鵬的怨魂（類似戒靈的狀態）與塔里昂綁定一起，並一起展開對索倫的怒火復仇，雖然復仇完成了，然而塔里昂卻拒絕與凱勒布里鵬一起回歸隱藏彼岸安息，他認為是時候應該要真正的給予黑暗魔君重創，使他們倆一起遭遇過同樣的悲劇不再發生，因此他們決定要一起鑄造新的至尊魔戒。
第一幕：米那斯伊希尔的圍城（Act I：The Siege of Minas Ithil）
塔里昂與凱勒布里鵬前往末日裂隙，至尊魔戒鑄造地點，打造了一枚全新的至尊魔戒，凱勒布里鵬表示這個至尊魔戒與索倫的至尊魔戒不同，由於沒有他的黑暗力量影響，因此索倫無法染指，也因此這至尊魔戒為純粹完美，是無可置疑能挑戰索倫的神器。當魔戒完成之後，凱勒布里鵬卻突然消失無蹤，但塔里昂因為即時戴上魔戒而保住性命。戴上魔戒後，塔里昂決定去尋找失蹤的凱勒布里鵬，在聽見凱勒布里鵬痛苦的呼喚聲尋找的途中也一直聽見有神秘的女性的聲音伴隨。隨著聲音來到西力斯昂哥的深處，塔里昂發現精靈王正在被五花大綁，並且有一隻全身黑色的巨大蜘蛛在看守著，蜘蛛隨即化身為一位妖豔的女子，並聲稱她的名字叫做屍羅，她阻止了塔里昂的攻擊，並且以精靈王的性命為籌碼威脅塔里昂將至尊魔戒交給她，在途中她有言「您願意為了受難而付出多少代價？」塔里昂為了保住凱勒布里鵬的性命答應了，於是魔戒落入屍羅手中，凱勒布里鵬憤怒並擔心他的魔戒將給她更為強大的力量，而與塔里昂計畫奪回，然而蜘蛛阻止了他，並且賜給塔里昂一份未來的異象，景象中塔里昂發現剛鐸防禦魔多的重大要衝─米那斯伊希爾正遭到攻擊，他於是前往拯救。果然米那斯伊希爾正遭到半獸人大軍荼毒，在途中殺死半獸人並拷問後得知半獸人奉安格瑪巫王的命令進攻此地，目的是要取得月亮之塔中古老的努曼諾爾神器─真知晶球帕蘭特里（Palantír），後來前往城內支援剛鐸的士兵們，途中遇到了一位女性戰士─伊德溫（Idril），他是領導米那斯伊希爾軍隊的將軍─卡斯特米爾（Castamir）的女兒，也是一位黑皮膚的首席隊長─巴爾諾（Baranor）的好朋友兼戰友，他們齊力擊退了半獸人的攻勢，而卡斯特米爾一直告誡女兒「必須要保護自己心愛之物，不惜任何一切代價」。
途中，凱勒布里鵬一直勸塔里昂使用真知晶球，一方面精靈王知道這是巫妖王的目標不可讓他取得，一方面他也知道真知晶球的全視能夠使他們找到威脅索倫的方式，但是塔里昂始終認為米那斯伊希爾的存亡才是第一要緊之事，於是他回去屍羅身邊去尋求新的未來景象，並且在途中又再度遇見了咕嚕，咕嚕聲稱自己受黑女主（The Dark Mistress）之命看顧他們，並帶領他們去屍羅身邊，而屍羅則讓塔里昂看見一位半獸人酋長將軍正在唆使刺客要去殺死一些人類，並且出現伊德溫痛苦的模樣，還看見巫王安格瑪與塔里昂自己跪倒在九位戒靈面前，而咕嚕意外的可以看見這些異相，為了阻止此事發生，他們在咕嚕的帶領下一起殺死了那些半獸人刺客。回到屍羅身邊，塔里昂要求看見他與戒靈的命運，屍羅又再度給塔里昂一份異像，這次塔里昂發現領導進攻米那斯伊希爾的半獸人酋長將軍準備發動最後攻勢，而塔里昂則臣服於巫妖王之下，甚至他的形象與戒靈重疊，凱勒布里鵬告訴塔里昂「我們必須堅守我們最終的目的，不得因此動搖，不惜任何代價」。後來塔里昂便與巴爾諾一起去殺死那位半獸人酋長將軍。再度回到屍羅身邊，這次精靈王嘗試想從屍羅身邊得到索倫的弱點如此他能將索倫帶到屍羅面前使他羞辱，屍羅卻譏笑他，帶著神秘意味的說「為何我要這麼做？鑄戒者？你與索倫早就是一體了。」
塔里昂則看見米那斯伊希爾有個內奸的景象，而決定回到米那斯伊希爾，然而卡斯特米爾將軍已經失蹤，接著出現一位巫妖王派遣的使者，拿出了卡斯特米爾的短劍，要求要以塔里昂作為交換，讓他前往半獸人的競技場被半獸人的英雄殺死，否則卡斯特米爾會在清晨時處決。他們商討後決定塔里昂去參加這次鬥競，然後趁機去找出卡斯特米爾。塔里昂在鬥技場狠狠羞辱了半獸人，但是由於速度太快而沒來得及讓伊德溫和巴爾諾找到卡斯特米爾，但是有打探道卡斯特米爾位置的消息，也奪回了卡斯特米爾的匕首。於是塔里昂和伊德溫秘密地前往營地去拯救卡斯特米爾，最後成功救回。卡斯特米爾認為他們已經贏得戰爭，而剛鐸的救兵應該也會到，所以真知晶球的安危可以不必擔心，但是伊德溫不相信剛鐸的救兵能按時到，因此秘密要求塔里昂使用真知晶球，塔里昂答應了，但是他打算先回去屍羅身邊得到新的異像，這次塔里昂發現這位內奸竟然是卡斯特米爾將軍，而這次米那斯伊希爾的領導攻擊竟然是巫王親領，害怕真知晶球會落入巫王之手，塔里昂急速趕回米那斯伊希爾。當天月黑風高，塔里昂詢問卡斯特米爾的蹤影，但沒人知道將軍在哪，就在此時，巫王的攻勢降臨，排山倒海勢不可擋，經過苦戰後塔里昂終於認知大勢已去，因此趕緊叫巴爾諾帶領人民撤退，而塔里昂則前往月之塔欲阻止巫王奪走真知晶球。
在月之塔內，伊德溫大聲指責父親竟然背叛米那斯伊希爾，卡斯特米爾將軍痛苦的聲稱這是為了保護伊德溫而不得不做的決定，因為就如他常告誡的「必須要保護自己心愛之物，不惜任何一切代價」接著塔里昂進來，然而卻晚了一步，卡斯特米爾將軍將真知晶球交給巫王，但是要求巫王要放伊德溫自由，正如他所保證的一般。巫王則表示「她可以自由地，跟她的人民一起死去。」說完，巫王便殺死了卡斯特米爾，伊德溫放聲大哭(如同塔里昂的異像中所看見的一般)，然後欲為父報仇，但是塔里昂卻要求伊德溫立刻離開，而塔里昂獨自打敗了戒靈們，但是真知晶球已失去。塔里昂從月之塔出來，巫王以魔戒力量強迫塔里昂跪倒，並且要他成為戒靈們的一分子，然而就在此時，一位陌生的精靈女刺客殺進來，使用強的光明力量擊退戒靈們，但是由於情勢緊急，於是她一刀殺死了塔里昂，接著逃走。米那斯伊希爾已淪陷，她變成了米那斯魔窟，而月之塔的城市也變成了死之城。
巫王回到月之塔並且使用帕蘭特里得知了新的至尊魔戒在屍羅手中，於是索倫要所有戒靈一起前往當地奪取魔戒。另一方面，這位女刺客在塔里昂復活的地方出現，她不但看的到精靈王的靈魂，精靈王還發現她掌握著中土世界中足以與索倫抗衡的強大精靈光明魔法力量「凱蘭崔爾之光」並且告訴塔里昂她是「凱蘭崔爾之刃」名字為埃迪芮恩（Eltariel），為了能奪回魔戒凱勒布里鵬急躁的要求對方將這力量交給他們，但是埃迪芮恩果斷拒絕，並指責是凱勒布里鵬的魔戒造成了這一切的悲劇的，而得知戒靈正在前往屍羅欲奪回魔戒，三人便火速前往。趕到現場看見屍羅以蜘蛛型態與戒靈們纏鬥不可開交，而埃迪芮恩施放強大的凱蘭崔爾光芒讓蜘蛛與戒靈都感到畏懼，於是戒靈們畏而返之，而因為戒靈的戰鬥和凱蘭崔爾的光芒傷害而奄奄一息的屍羅又再度以人類的身分出現，在給予塔里昂最後一次異相後，便心灰意冷的將魔戒還給了塔里昂。異像中看見塔里昂在巴拉多之塔前集結了龐大的半獸人軍團、一位戒靈跪倒在精靈王面前、一枚戒指掉落在地上，還有塔里昂、凱勒布里鵬，和索倫的偽裝模樣交出了一枚魔戒。看完異像並拿取魔戒，塔里昂詢問為何，屍羅只冰冷的說了一句「犧牲是必要的」然後消失。埃迪芮恩要求他們摧毀魔戒，但是凱勒布里鵬和塔里昂都拒絕，埃迪芮恩便離去，並表示他們會再見面。戴上了魔戒後，塔里昂前往魔多南方綠蔭的諾南地區，準備為自己建立半獸人軍隊挑戰索倫。
第二幕：执掌大权（Act II：Rise to Power）
在諾南地區，塔里昂與凱勒布里鵬祕密的使用新的魔戒力量，將半獸人一個接著一個納入自己掌下，在途中，他們看見了一場戰鬥之坑的對決，一位言語風趣又孔武有力、臉上有三道深刀痕為特徵的歐羅族，名字叫「劊子手布魯斯（Bruz The Chopper）」成為塔里昂旗下，他告訴塔里昂如果想要在魔多扎根軍隊，他必須要完整地拿下一個堡壘，而附近有個堡壘的頭目是一個有兩個頭的歐羅海領主，可以嘗試先起頭，塔里昂在攻陷堡壘後，發現這兩個頭的領主其實只是一個歐羅海和一個緊跟隨在身邊的矮個子半獸人，而他不是別者，而是前作中幫助塔里昂的「膽小鬼鼠輩（Ratbag the coward）」，他表示他曾被抓住，然後與這位看似有些愚笨、不會說通用語的歐羅海成為朋友，然後他們逃獄，並且打敗這堡壘的領主，成為新的領主，這歐羅海名叫遊俠(鼠輩表示是為了紀念塔里昂而命名的)。而他們很樂意地將堡壘交給了塔里昂，而布魯斯希望能成為新領主，但鼠輩不肯，雙方便吵架，塔里昂最終還是另選他人。
途中，塔里昂見識到了一群半獸人害怕於大自然的力量到處逃竄，而前往去了解，而見到了一位女樹人─康南（Carnan），康南責怪塔里昂喚醒了可怕不該甦醒的力量－不死者，凱勒布里鵬的力量之戒將喚醒裂縫中的火焰─炎魔（Balrog），凱勒布里鵬則表示願意幫忙，康南則留下一句而離去「不死者終敗於不死者」。後來塔里昂再度與巴爾諾相見，巴爾諾表示自己的部隊被半獸人襲擊，大部分被擄走，伊德溫下落不明，於是一起前往拯救，途中巴爾諾表示自己的身分，他是來自昂巴的哈拉德林人。最終，他們確認伊德溫還活著，並且也互相見面，伊德溫則表示要巴爾諾自己先走，她無法留下弟兄不管，又再度離去，後來再將更多的營區兄弟救出後，巴爾諾決定要與伊德溫一起共生死。緊接著尋找到一位會使用黑暗巫術的邪教半獸人─不死的薩格（Zog The Eternal），他與他的半獸人信徒們舉行召喚儀式欲使炎魔塔勾禍洛夫（Tar Goroth）復活，而炎魔甦醒之後，康南的大自然猛獸與塔里昂聯合起來對抗他，經過天崩地裂不分上下的對決後，炎魔暫時撤退。
在追尋戒靈的消息而回到了淪陷的米那斯伊希爾─米那斯魔窟，精靈刺客埃迪芮恩再度出現，並且一起對抗其中一位九戒靈─蘇拉丹（Suladan），並且藉由至尊魔戒掌控，塔里昂和凱勒布里鵬看見了蘇拉丹成為戒靈前的身世經歷：他曾是來自哈拉德林一位勇敢的人類國王，帶領著人民反抗索倫的統治，索倫無戰而降，並送上了一枚戒指，蘇拉丹戴上了戒指，但後來卻逐漸衰老，而被索倫所左右。埃迪芮恩警告塔里昂這就是戒靈的來歷，並且希望塔里昂不會變成如此。回到自己的要塞，鼠輩告知塔里昂魔多的軍隊來攻擊，而且自己專屬的逃生通道被堵住了，於是塔里昂便守住堡壘，雖然成功地守住，但是卻遭到布魯斯的背叛，當場被殺。憤怒於布魯斯的背叛，塔里昂與凱勒布里鵬發誓要讓布魯斯付出代價，途中再度與鼠輩見面，鼠輩說服塔里昂回去救一些仍然還效忠塔里昂與凱勒布里鵬的半獸人們，途中塔里昂想起了鼠輩曾說過的他專用的秘密逃生通道，於是藉由這個通道回去襲擊布魯斯，再度把堡壘奪回，布魯斯則逃走。接著布魯斯俘虜了歐羅海遊俠，於是塔里昂便去救遊俠，雖然與布魯斯數次對峙然而始終被繞著打轉，然而最後塔里昂還是救到了遊俠，並且給予布魯斯比死還可怕的懲罰──深至思想層次的羞辱，讓布魯斯一輩子活在恐懼與膽小的精神折磨中無法翻身。
回到找尋炎魔的行程，在一大片凍結湖面上塔里昂與炎魔再度對峙，然而實力相差極度懸殊，塔里昂攻擊毫無起色，此時康南又再度支援，派遣了會使用冰焰攻擊的元素龍，經過驚天動地廝殺，終於將炎魔徹底的打入湖底，冰封起來。回到康南身邊，康南表示炎魔再度被擊敗，而他的森林也即將面臨新的生命循環終結，但是事情尚未結束，因為薩格還會讓炎魔復活，而此時他正在使用黑魔法讓無數的死半獸人為他效命，欲奪取整個魔多。塔里昂淨化了每個黑魔法圖騰偶像，以弱化薩格的黑魔法，保護森林不受薩格的死半獸人大軍和活半獸人信徒侵擾，最後康南進入森林生命的階段性終結而化為煙塵(但並非真正的死去)，為了不使康南的犧牲白費，塔里昂給予薩格最後一擊，阻止了薩格打算再度讓炎魔從冰封中復活的儀式，並且使用火焰淨化的方式終結了他的死而復生的循環，應驗了康南的預言「不死者終敗於不死者」。緊接著奪取了薩勒戈斯（Seregost）要塞之後，新的戒靈前往夜襲，而他乃為洛汗鼎鼎大名的英雄─聖盔·鎚手（Helm Hammerhand），經過苦戰擊敗戒靈後，他們緊跟著追擊，最後揭露他的過去：驕傲又狡猾的費瑞卡家族（Freca）要求聖盔鎚手將聖盔的女兒嫁給他們家的沃夫（Wulf），但因為聖盔不肯，於是費瑞卡襲擊了聖盔，奪走了他女兒。聖盔後來獲得了索倫賜予的九戒之一，而重新恢復肉體力量，但是因為在找費瑞卡報仇時誤殺自己女兒而心智發瘋，不但將費瑞卡與其隨從以搥打死，還將自己隨行家臣也一起殺害。塔里昂得知真相後責怪凱勒布里鵬為整起悲劇的幫兇然而他依然執迷不悟來打造魔戒，但是凱勒布里鵬表示他當時是不知情的，而且這至尊魔戒為純粹，因此絕對無事，塔里昂不滿的離去。塔里昂面對的第三位戒靈為剛鐸歷史最偉大的人皇─埃西鐸，在不敵埃迪芮恩的凱蘭崔爾之力而離去前，埃西鐸警告塔里昂無論最後下場如何，塔里昂終究會成為它們的一分子，接著使用魔戒的力量召喚米那斯伊希爾戰死的人類戰士冤魂們來牽制他們，其中包括卡斯特米爾將軍。
第三幕：暗影與火焰（Act III：Shadow and Flame）
經過無數苦戰，掌握無數堡壘，塔里昂與凱勒布里鵬終於集結了世界上最龐大的半獸人軍團，來到了巴拉多之塔，準備與索倫展開最後的決一死戰，情景就如屍羅所預言的一樣。他們最終打敗了索倫的龐大守軍，並且牽制住戒靈埃西鐸，並揭露他的過去：如正史和傳說般，埃西鐸在人類與精靈最後聯盟挑戰索倫的平原前，執起了死去的父親被索倫踩斷的納希爾聖劍砍斷了索倫的手指，而讓至尊魔戒掉落，埃西鐸將至尊魔戒占為己有，拒絕愛隆的意見將魔戒摧毀。隨後埃西鐸北上前往收拾剩餘的半獸人，途中在格拉頓平原遭到埋伏，埃西鐸嘗試戴上魔戒逃走，然而魔戒卻背叛了他，從他的指尖滑落，掉入河中，埃西鐸也被射死。然而故事並未結束，因為埃西鐸的屍體後來被半獸人擄走，並回到索倫身邊，索倫為埃西鐸戴上了人類九戒之一，將他變成了戒靈。
在揭曉了過去之後，埃西鐸的魔戒也跟著掉落，凱勒布里鵬打算將埃西鐸納為毫下，但是塔里昂卻拒絕，而直接給埃西鐸賜死使他解脫。並且拒絕再繼續進行凱勒布里鵬的任務，然而凱勒布里鵬卻表示這無關於他自己或是塔里昂的復仇，而是在於要給予魔多新的秩序使其不再騷擾中土世界，同時凱勒布里鵬也揭曉凱蘭崔爾派遣精靈刺客埃迪芮恩前來真正的原因─由於塔里昂僅僅是要達成凱勒布里鵬最終目的的一個轉介者－持戒者，而塔里昂的目的已經達成。為了能使凱勒布里鵬的任務繼續，而給塔里昂他應得的安息(如前作所言)，凱勒布里鵬將新的持戒者的架子交給了埃迪芮恩，而塔里昂則因為失去魔戒的加持和凱勒布里鵬的綁定而死去。
在靈魂世界中，塔里昂在度看見屍羅，他表示終於明白屍羅的意思，也就是凱勒布里鵬會取代黑暗魔君成為光明魔君，然而這景象是他無法改變的，但是屍羅卻表示這命運並非無法改變，因為當她在看到塔里昂鑄造魔戒那刻，她早就預見了塔里昂會與凱勒布里鵬一起征服中土世界的異像，而這異像是塔里昂要阻止的。她表示無論是索倫還是凱勒布里鵬，一定要有個制衡的約束者，否則中土世界都將被整個征服。認清自己仍命不該絕的塔里昂於是想起了米那斯魔窟，但是他表示他已經沒有魔戒了，屍羅於是第二次的詢問塔里昂：「您願意為了受難而付出多少代價？」當靈魂回到他的身體短暫的那一刻，塔里昂堅忍地宣稱要自己掌握自己的命運，於是戴上了一旁埃西鐸掉落的魔戒。
回到米那斯魔窟，墓穴行者塔里昂以類似亡灵的模樣出現，他使用埃西鐸的魔戒的力量召喚米那斯伊希爾的亡魂們前來作戰，最後擊敗安格瑪巫王，佔領了米那斯魔窟，成为了米那斯魔君。並且使用真知晶球，查看凱勒布里鵬的命運，在真知晶球中，與凱勒布里鵬綁定的埃迪芮恩與索倫展開最終死戰，最後凱勒布里鵬使用至尊魔戒讓索倫跪倒在他面前，然而這卻是陰謀，索倫執起短劍砍斷了埃迪芮恩的手指，新的魔戒滑落，接著索倫強迫的把凱勒布里鵬魂魄拉回，兩者再度合而為一，巴拉多之塔的邪眼就此誕生。雖然凱勒布里鵬失敗了，但是塔里昂明白自己的使命，是要保護中土世界，因此成為米那斯魔窟君主，默默统治米那斯魔窟多年，超過一世紀魔多軍隊始終未向奧斯吉利亞斯或是米那斯提力斯動兵。他集结大军，试图以米那斯魔窟的半兽人大军，摧毁魔多的统治。
第四幕：戰爭之影（Act IV：The Shadow Wars）
雖然米那斯魔君塔里昂孤獨的统治米那斯魔窟，保護剛鐸不受侵擾，然而魔戒是有自己的意識的，長久的腐化與心靈打擊，終於使塔里昂墮落，成為九戒靈的其中一位，也應證了埃西鐸的戒靈的預言。成為戒靈的塔里昂曾奉命與戒靈弟兄們前往夏爾去追獵一位姓為巴金斯（Baggins）的哈比人，尋找他的新主子索倫曾失去的至尊魔戒。然而他始終未果，經過長時間，魔戒聖戰結束，哈比人佛羅多‧巴金斯（Frodo Baggins）、山姆（Samwise Gamgee）和咕嚕在末日裂痕將至尊魔戒丟入末日火山的火焰之中，摧毀了魔戒，巴拉多之塔毀滅，索倫失去所有力量與形體，也因此解放了被囚禁於索倫之內的凱勒布里鵬的靈魂，同時，末日火山的爆發噴出的火焰也造就了塔里昂戒靈的死亡與解放。
最後，塔里昂緩緩地卸下了身上的重擔和武器，帶著從容微笑步向西方的維林諾，終於獲得了他長年一直盼望的安息。

## 開發
遊戲的創作總監邁克·德普萊特（Mike de Plater）表示《魔多之影》是Monolith對開放世界遊戲的「學習研究」，開發團隊亦限制了表達遊戲情感的範圍。經過這些所謂課程後，Monolith得以在《戰爭之影》中作出更大膽的舉動，德普萊特稱這是他們第一次將雄心壯志要做一款巨作的想法加進遊戲裡，感覺類似於拍攝《终结者2：审判日》一樣。
Monolith想要把單人玩家帶到魔戒電影三部曲的史詩級戰鬥中，他們創造了能夠進行大規模戰鬥的戰鬥系統，而其中有一些戰鬥會由玩家招攬的「追隨者」主導，從而讓玩家體驗近距離的暴虐。開發團隊充分知道中土大陸的殘酷，所以他們適當的加上一些幽默元素以淡化半獸人的暴力本性。儘管手機版的暴力程度較低，並得到了較輕的「青少年」評級，但《戰爭之影》的主機/PC版與其前作一樣，都被ESRB分在「成熟」級別。

### 邁克爾·福爾吉之死
2016年3月3日，Monolith的執行製作人邁克爾·福爾吉（Michael Forgey）因患癌病逝，得年僅43歲。為了紀念福爾吉，Monolith和華納兄弟特別製作了一個名叫《福爾霍格之半獸人殺手》（Forthog Orc-Slayer）的DLC。最初DLC的價格為3.5美元，且其來自美國大部份州份的收益將會在2019年12月31日給予福爾吉一家。但此舉卻令華納兄弟被指試圖在福爾吉的逝世中獲利。經過公眾的猛烈反彈後，他們於同年9月27日宣佈所有購買遊戲的人都可以免費使用該DLC，且全部收益都會退還給已經預購的玩家，而捐助方面則是改為為福爾吉家族舉辦一場一次性捐款。

## 發行
《中土世界：戰爭之影》有三個遊戲版本，分別是Microsoft Windows、PlayStation 4和Xbox One。同時遊戲亦會因為Microsoft的「The Play Anywhere」功能而將發行於2017年年底發售的主機Xbox One X。
遊戲原定於2017年8月開售，但在同年6月，華納兄弟互動娛樂宣佈《中土世界：戰爭之影》的發售將會推遲兩個月後10月10日，目的是確保遊戲能給予玩家一個「最高品質的體驗」。而早在主機/PC版本發行前，手機版本的《戰爭之影》便在2017年9月28日釋出。

## 評價
| 汇总媒体   | 得分                                |
| ---------- | ----------------------------------- |
| Metacritic | PC：75/100 PS4：80/100 XONE：81/100 |

| 媒体           | 得分   |
| -------------- | ------ |
| Destructoid    | 7/10   |
| 电子游戏月刊   | 8/10   |
| Game Informer  | 9.5/10 |
| GamesRadar+    | [ 26 ] |
| GameSpot       | 7/10   |
| IGN            | 9/10   |
| PC Gamer美国   | 73/100 |
| Polygon        | 7.5/10 |
| VideoGamer.com | 8/10   |

《中土世界：戰爭之影》得到遊戲界的廣泛好評。Metacritic給予遊戲Xbox One版81/100分、PlayStation 4版80/100分，PC版則只有75/100分。三者皆屬「大致正面評價」。
Destructoid的克里斯·卡特（Chris Carter）給予PS4版的《中土世界：戰爭之影》7/10分，原因是「內容紮實，絕對有死忠粉絲支持。雖然有一些難以忽視的錯誤，但總體來說你在玩這款遊戲時還是會感到非常有趣。」。
IGN的丹·斯特普爾頓（Dan Stapleton）給出9/10分，稱作品更大程度的擴展其前作已有的動人戰鬥和優勢，並把它列作為「編輯推薦遊戲」之一。而Polygon的菲利普·科拉爾（Philip Kollar）和克里斯·普蘭特（Chris Plante）則在10分中評出7.5分的分數，他們形容該作雄心勃勃，且改良了《魔多之影》的最好一部分，但它卻在別的地方犯下錯誤。

### 獎項
| 年份 | 獎項         | 類別              | 獲提名                 | 結果 | 來源          |
| ---- | ------------ | ----------------- | ---------------------- | ---- | ------------- |
| 2017 | 遊戲評論家獎 | 最佳展出          | 《中土世界：戰爭之影》 | 提名 | [ 32 ] [ 33 ] |
| 2017 | 遊戲評論家獎 | 最佳主機遊戲      | 《中土世界：戰爭之影》 | 提名 | [ 32 ] [ 33 ] |
| 2017 | 遊戲評論家獎 | 最佳PC遊戲        | 《中土世界：戰爭之影》 | 提名 | [ 32 ] [ 33 ] |
| 2017 | 遊戲評論家獎 | 最佳動作/冒險遊戲 | 《中土世界：戰爭之影》 | 提名 | [ 32 ] [ 33 ] |

## 外部連結
- 官方网站